# IAO
IAO (Music in Sacred Light) — концептуальный альбом Джона Зорна, вышедший в 2002 году.

## Об альбоме

### Особенности оформления диска
Вместо буклета диск снабжен четырьмя отдельными карточками с изображениями магических символов и информацией о записи.

### Концепция альбома
Из аннотации в приложении к диску:

Имя IAO каббалистически идентично Зверю и его числу 666. Выполненный в традициях продолжительных студийных сочинений Зорна «Godard», «Spillane», «Elegy», «Kristallnacht» и «Duras», но полностью уникальный по форме и содержанию «IAO» представляет собой гипнотическую семичастную сюиту об алхимии, мистицизме, метафизике и магии — чёрной и белой. Отчасти вдохновленные эзотерическими работами Алистера Кроули и его магического последователя режиссёра Кеннета Энгера, эти семь действий варьируются от гипнотической экзотики, ритуальной перкуссии и дэт-метала до амбиента, электроники и изумительной пьесы для женского хора. Такой же разнообразный и приятный для слуха, как альбом «The Gift» (англ.), и столь же озадачивающий, как «Songs from the Hermetic Theater», «IAO» — это крупная новая работа нью-йоркского маэстро неожиданного.— Каталог компании "Tzadik"

## Список композиций
Автор всех композиций — Джон Зорн.
1. «Invocation» — 7:19
2. «Sex Magick» — 13:26
3. «Sacred Rites of the Left Hand Path» — 6:31
4. «The Clavicle of Solomon» — 9:28
5. «Lucifer Rising» — 5:23
6. «Leviathan» — 3:26
7. «Mysteries» — 5:50

## Участники записи
- Cyro Baptista
- Jennifer Charles
- Greg Cohen
- Beth Anne Hatton
- Bill Laswell
- Rebecca Moore
- Mike Patton
- Jim Pugliese
- Jamie Saft
- John Zorn